# Pleiße
La Pleiße est une rivière dans les Länder de Saxe et de Thuringe, en Allemagne. Elle coule du sud au nord et se jette dans l'Elster Blanche à Leipzig. À l'origine, sa longueur naturelle était de 115 km; cependant, au sud de Leipzig, elle a été redressée, ce qui l'a raccourcie à environ 90 km.
La rivière est facilement accessible via la piste cyclable Pleiße.
Le nom Pleiße est d' origine sorabe ancienne et signifie : « l'eau qui forme les marais ». Il a donné son nom au Pleissenland (Plisni) sur son cours inférieur, qui était important au Moyen Âge.

## Cours
La Pleiße prend sa source au sud-ouest de Zwickau, à Lichtentanne, localité d'Ebersbrunn. Les communes saxonnes de Werdau et Crimmitschau sont suivies par les communes thuringiennes de Ponitz, Gößnitz , Nobitz et Altenbourg. Derrière Windischleuba, le barrage de Windischleuba régule le débit vers Fockendorf et Treben. Après Haselbach, qui fait toujours partie de la Verwaltungsgemeinschaft Pleißenaue en Thuringe, suivent les communes saxonnes de Regis-Breitingen, Neukieritzsch, Rötha, Böhlen, Markkleeberg, avant que la Pleiße n'atteigne Leipzig. Elle se jette dans l'Elster Blanche par le canal de crue de la Pleiße et le canal de crue de l'Elster.

## Qualité de l'eau
Au XXe siècle, le déversement de déchets de la carbochimie industrielle dans le sud de Leipzig a entraîné une décoloration, une puanteur, une forte formation de mousse et la mort de toute vie dans le cours inférieur de la rivière. Cela a fait de la Pleiße un synonyme de rivière polluée à l'époque de la République démocratique allemande et lui a valu les noms de « flaque communiste » et de « Rio Phénol ». Le 5 juin 1988, une « marche commémorative de la Pleiße » (Pleiße-Gedenkmarsch) de groupes écologistes d'opposition comptant entre 120 et 140 personnes a eu lieu à Leipzig, que la Stasi a tenté en vain d'empêcher.
Cependant, après la fermeture de l'industrie qui en était à l'origine dans les années 1990, la qualité de l'eau s'est nettement améliorée, de sorte que de nombreuses espèces de poissons y vivent à nouveau. En 2016, on observe encore une légère coloration brune (non toxique) due à des composés de fer, notamment de la pyrite, provenant du régime hydrologique de l'exploitation de lignite, en grande partie fermée.

## Musique et poésie
Jean-Sébastien Bach rendit hommage au fleuve dans deux œuvres. La première, la cantate Schleicht, spielende Wellen, BWV 206, qu'il composa d'après le poème d'un poète inconnu à l'occasion de l'anniversaire d' Auguste III, électeur saxon et roi de Pologne. Dans un panégyrique typiquement baroque, un discours de louange et de célébration, les fleuves Vistule, Elbe, Pleiße et Danube rendent hommage au prince et au roi. Le Danube et l'Elbe se disputent pour savoir qui peut revendiquer le « plus auguste » souverain, le « double soleil souverain » (son épouse était la princesse Marie-Josèphe d'Autriche). La petite nymphe Pleiße, cependant, triomphe dans la guerre des mots sur les « têtes moussues des courants puissants », et les quatre fleuves se joignent dans un chant de louange harmonieux,.
Dans le deuxième Auf, schmetternde Töne (BWV 207a), vraisemblablement joué en 1735 le jour de la fête du prince, le deuxième mouvement lui est dédié, jouant le récitatif Die stille Pleiße.
« Die stille Pleiße spielt
Mit ihren kleinen Wellen ... »
— Anonyme, avant 1735

« La tranquille Pleiße joue
Avec ses petites vagues... »
En 1736, un recueil de chants intitulé « Singende Muse an der Pleiße » fut publié à Leipzig. Son auteur, Sperontes, avait compilé des mélodies simples et les avait soulignées de ses propres textes. Le recueil fut très populaire et connut plusieurs éditions.

## Le cours en images

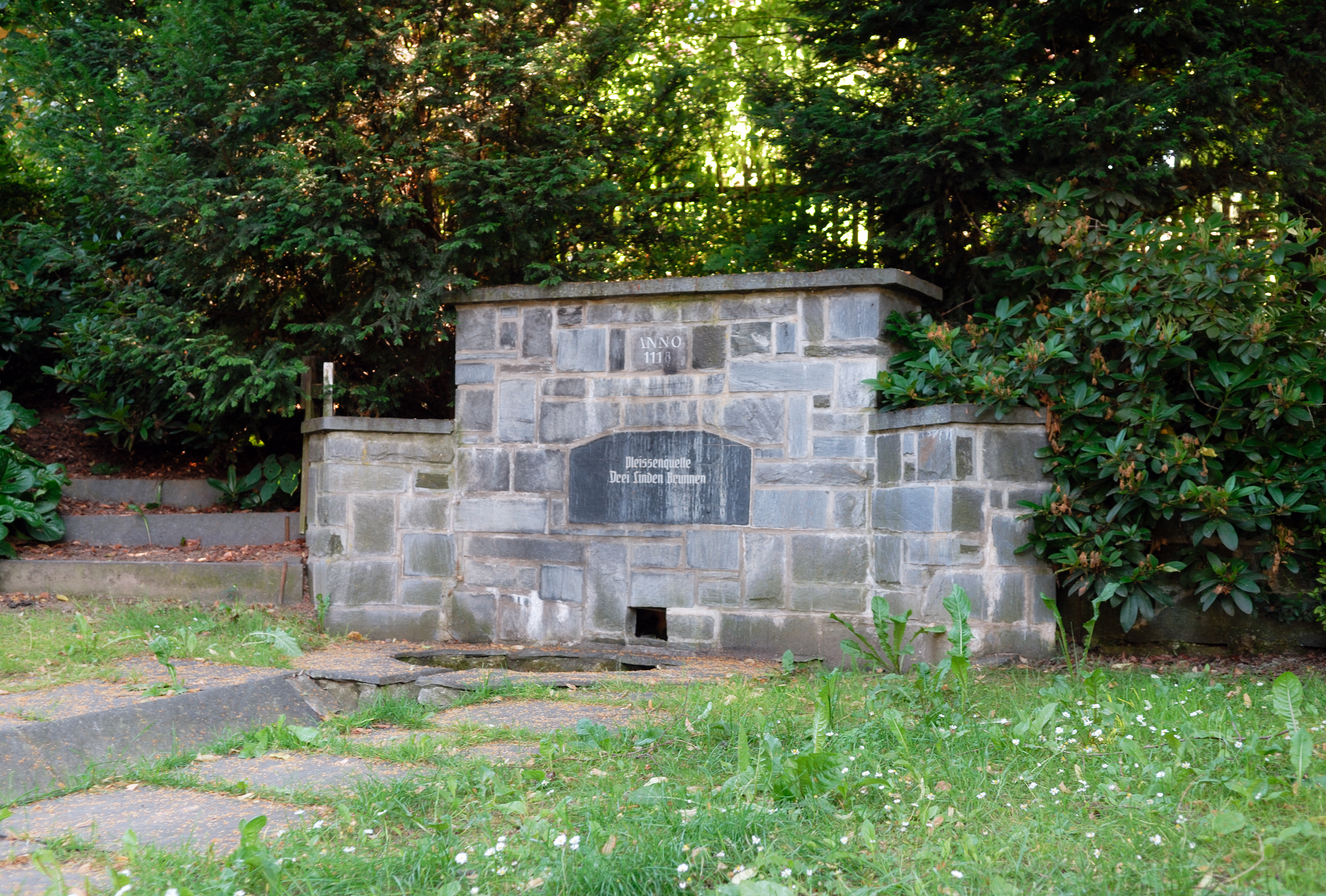
Source de Pleisse
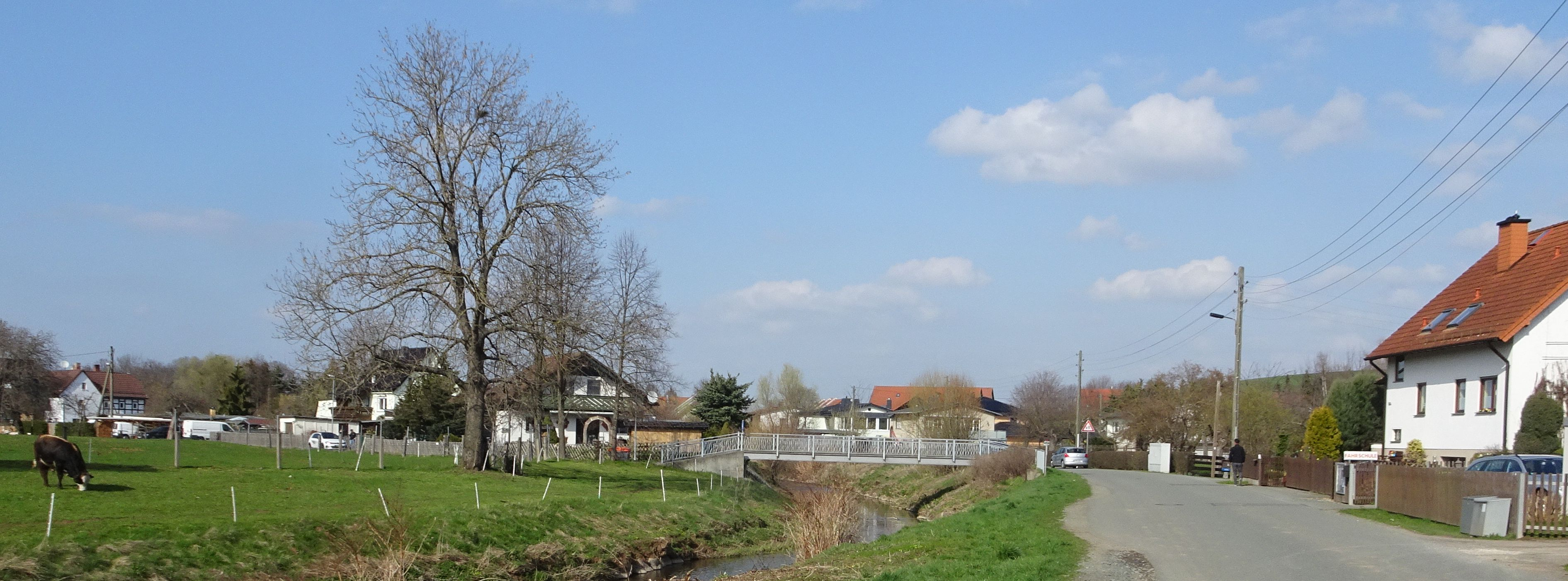
Passerelle piétonne à Langenhessen / Werdau
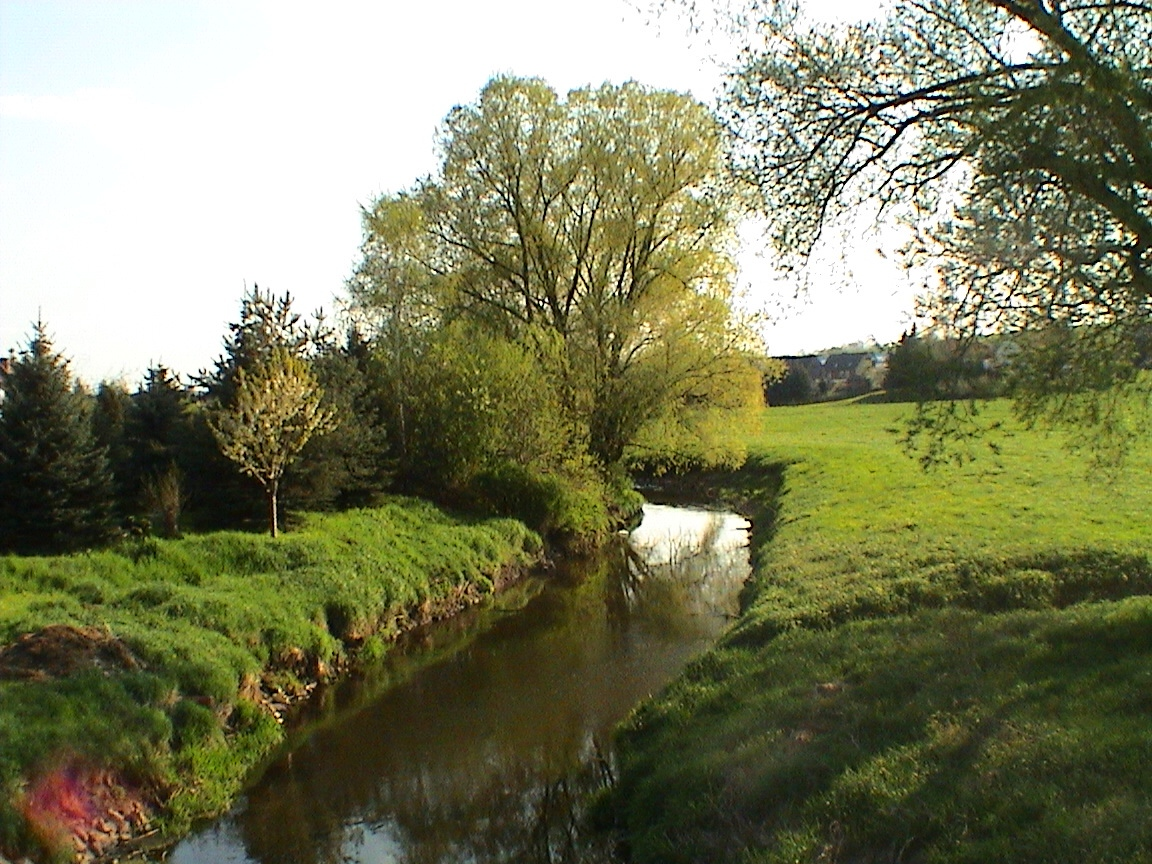
À Neukirchen avant la construction de la digue en 2005
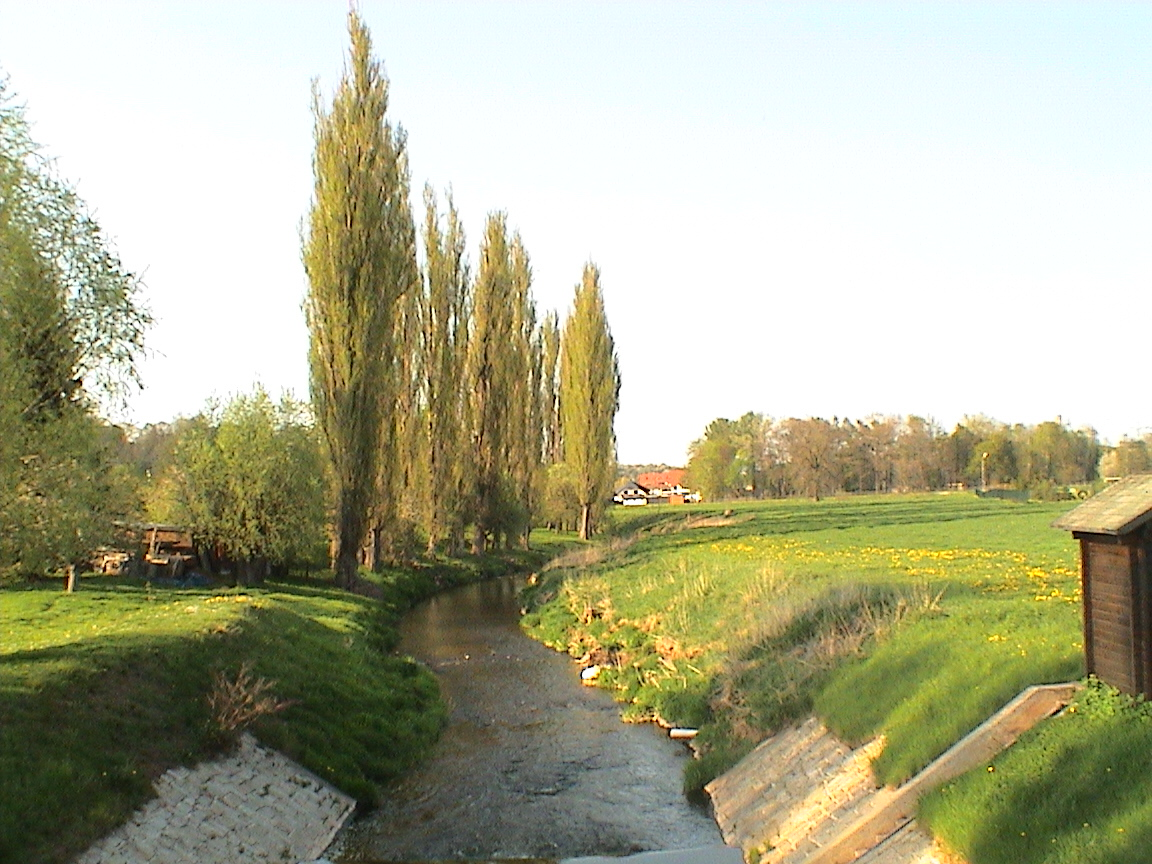
Au niveau de la jauge à Neukirchen
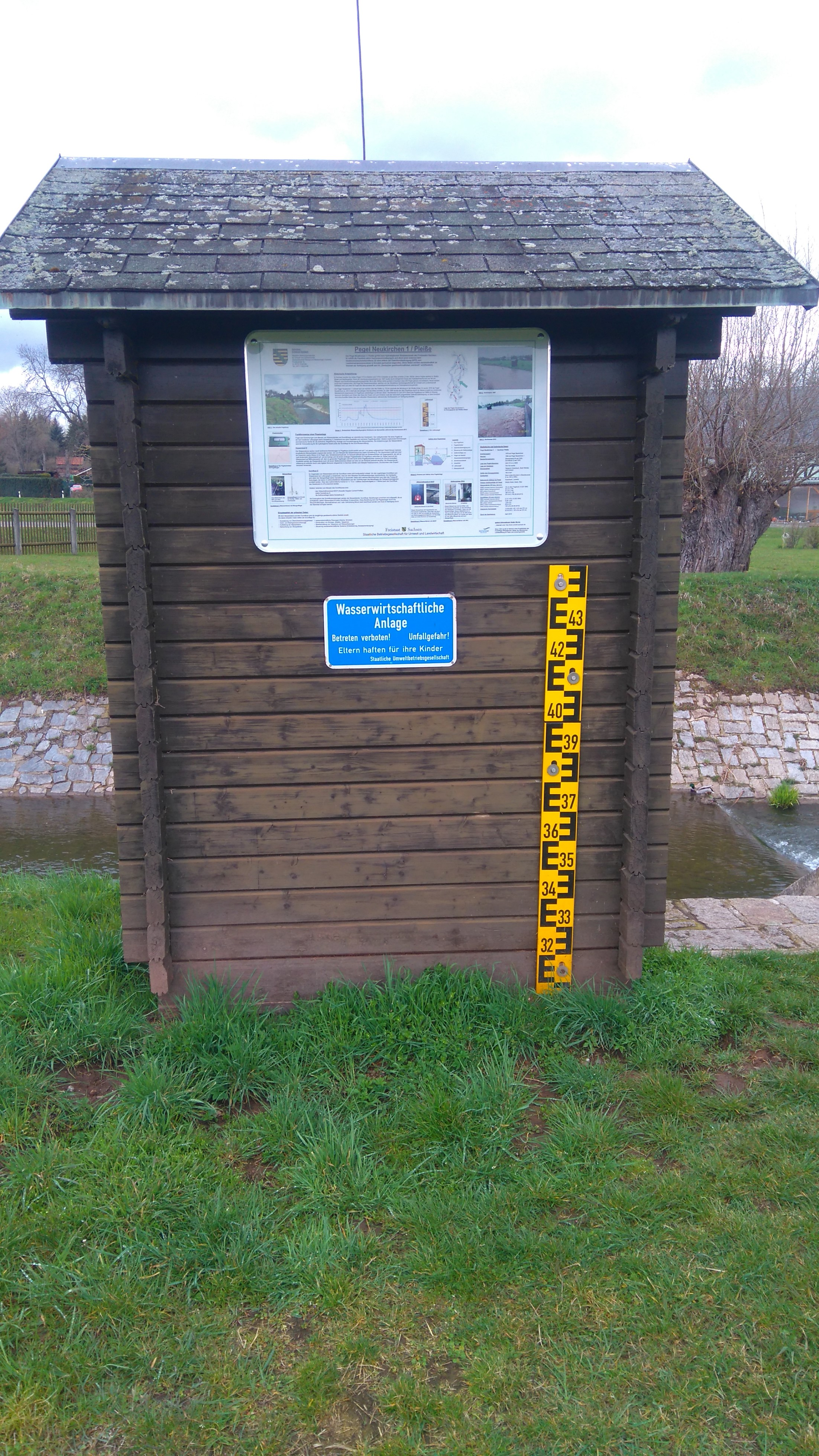
Station de mesure de niveau à Neukirchen
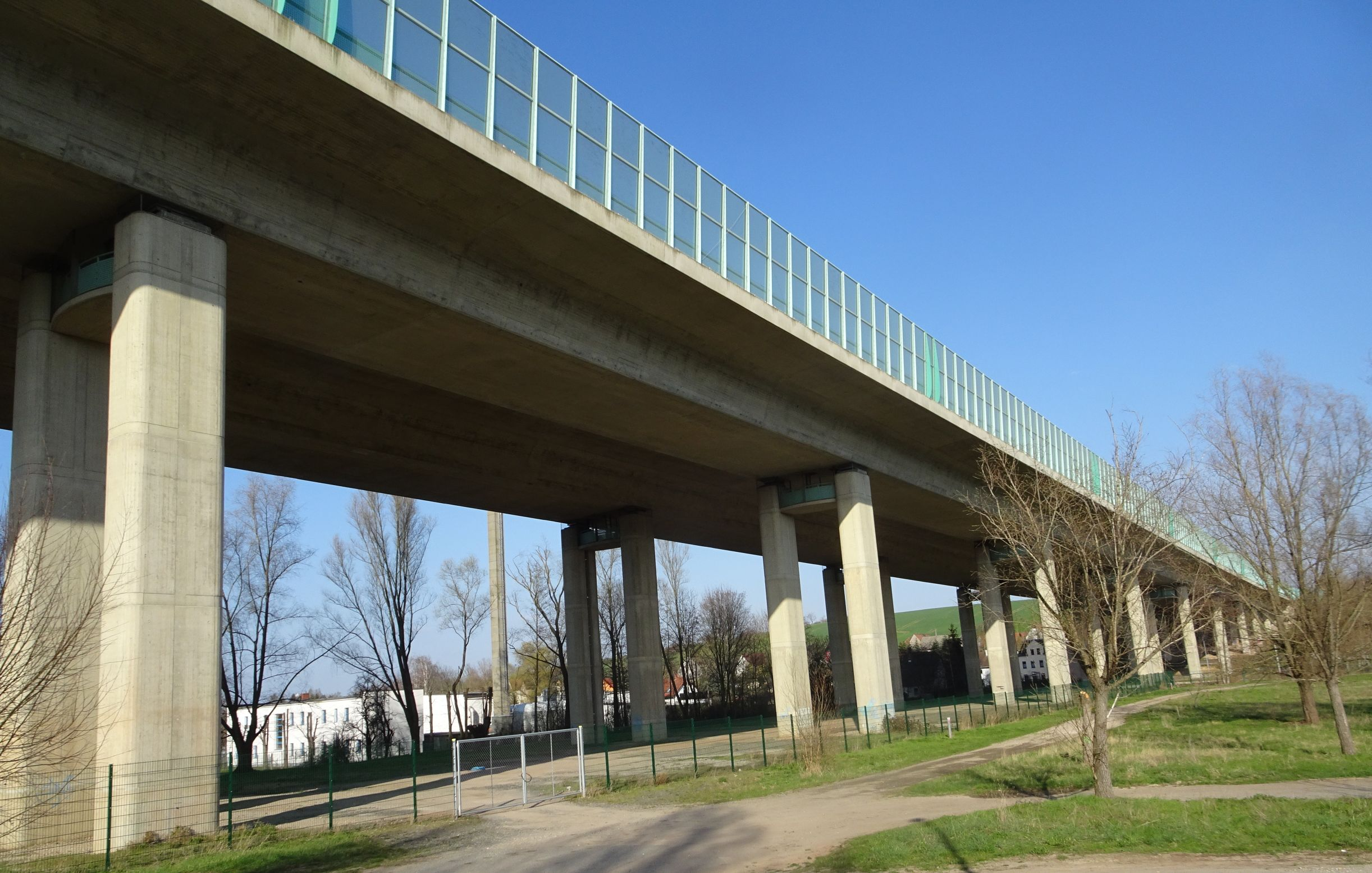
Viaduc de Pleiße à Frankenhausen (localité de Crimmitschau)
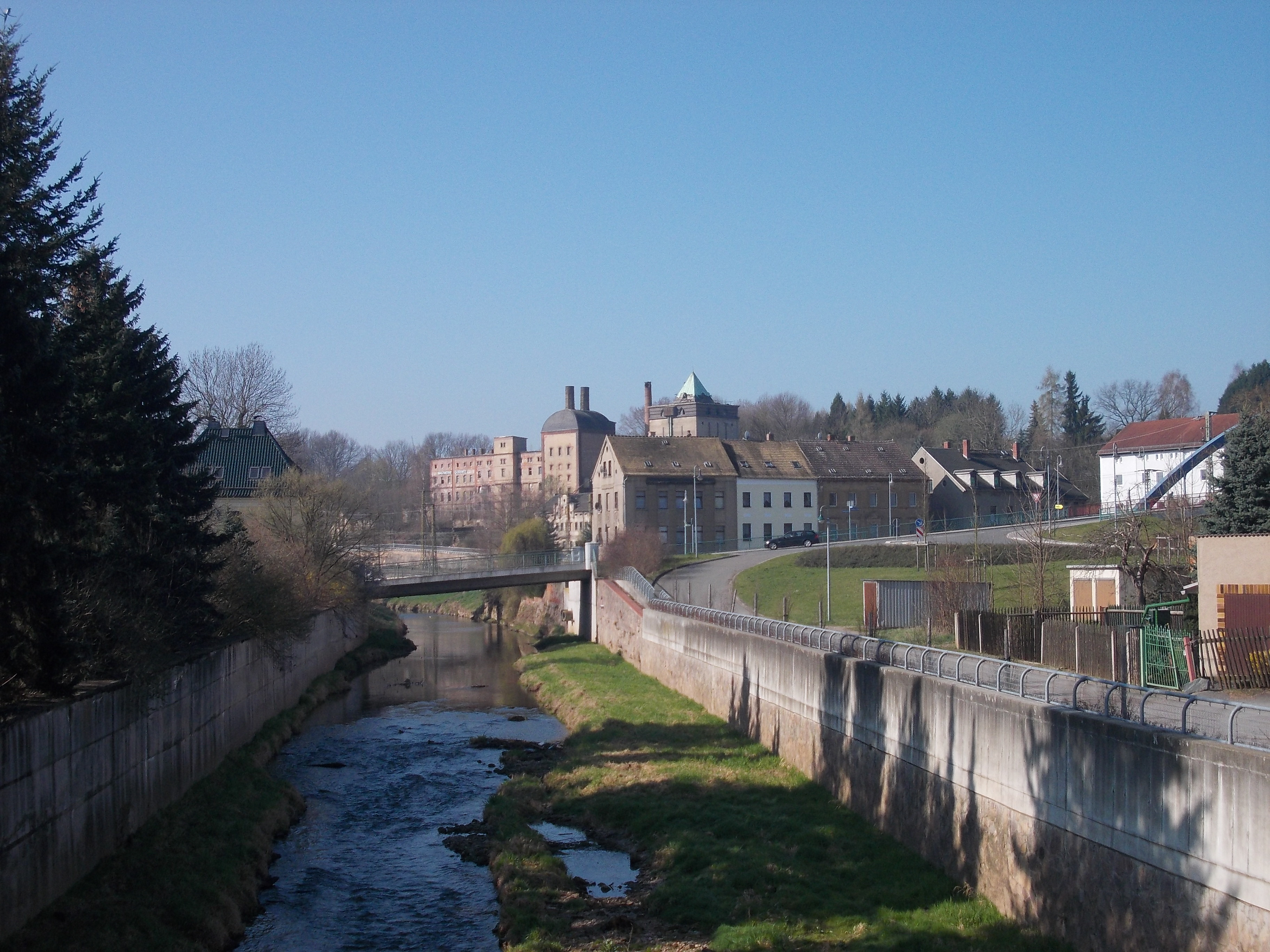
Près de Gössnitz
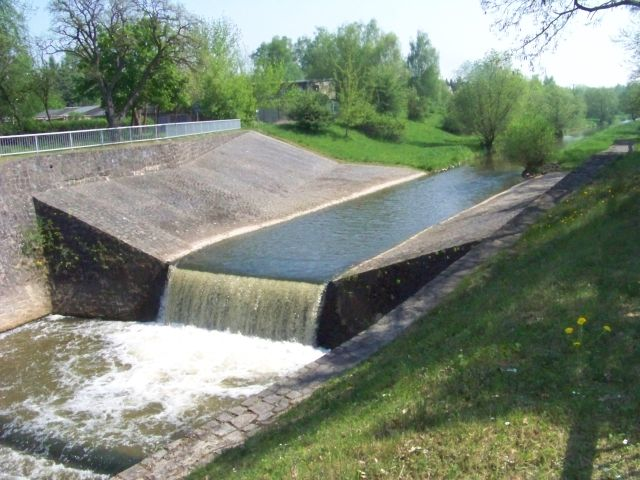
Cascade à Deutzen
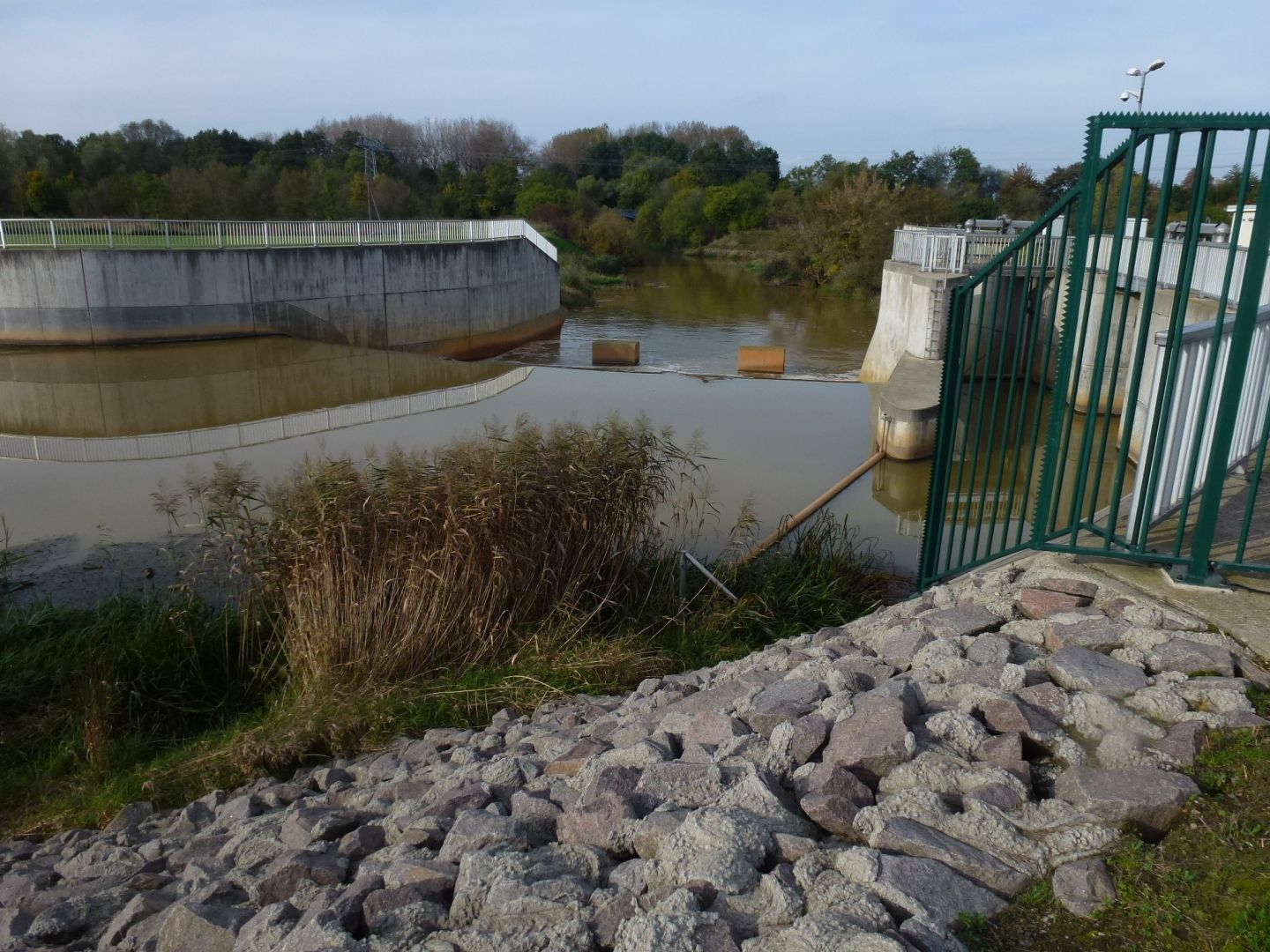
À Rötha
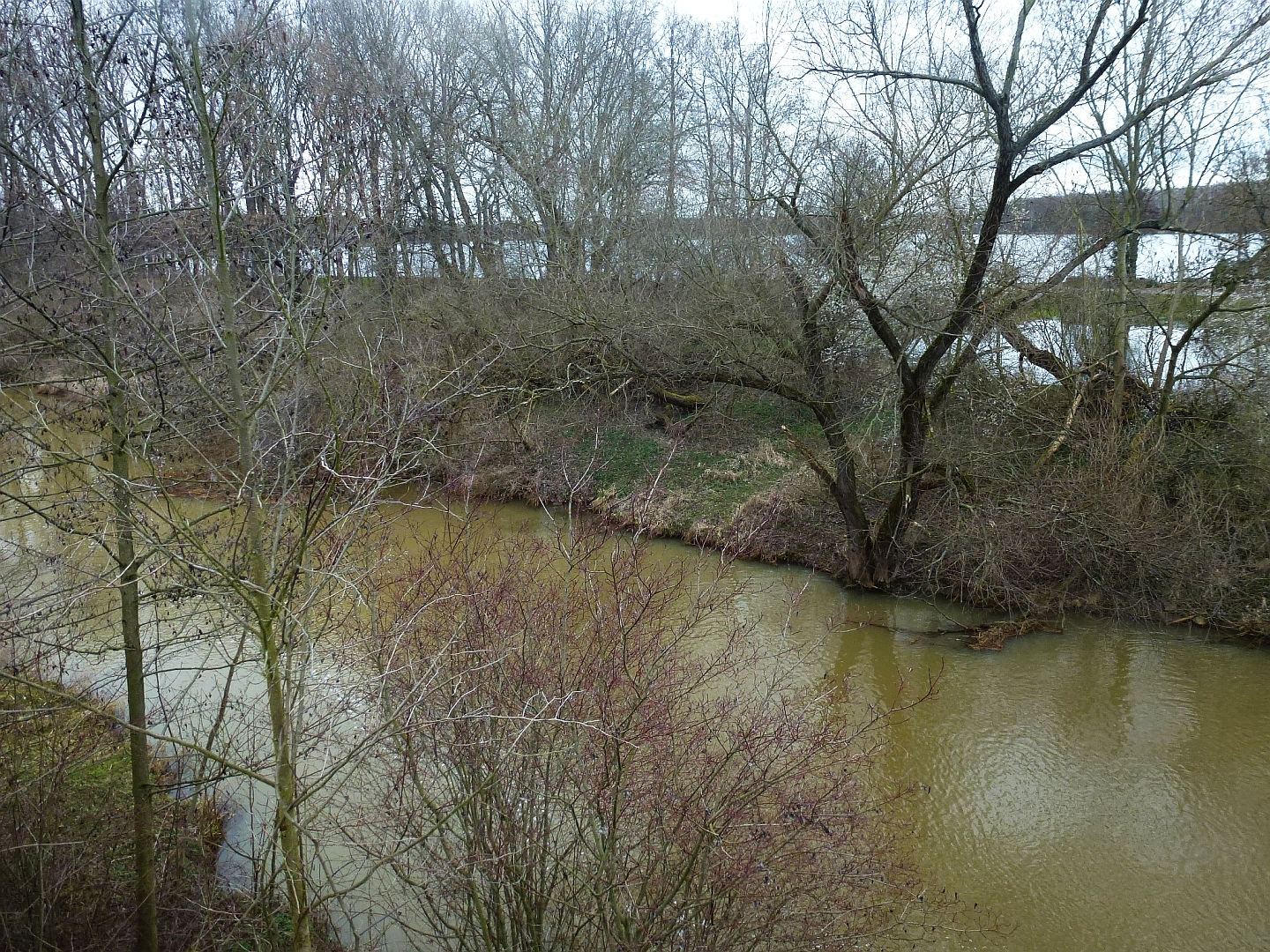
Devant le réservoir de Rötha
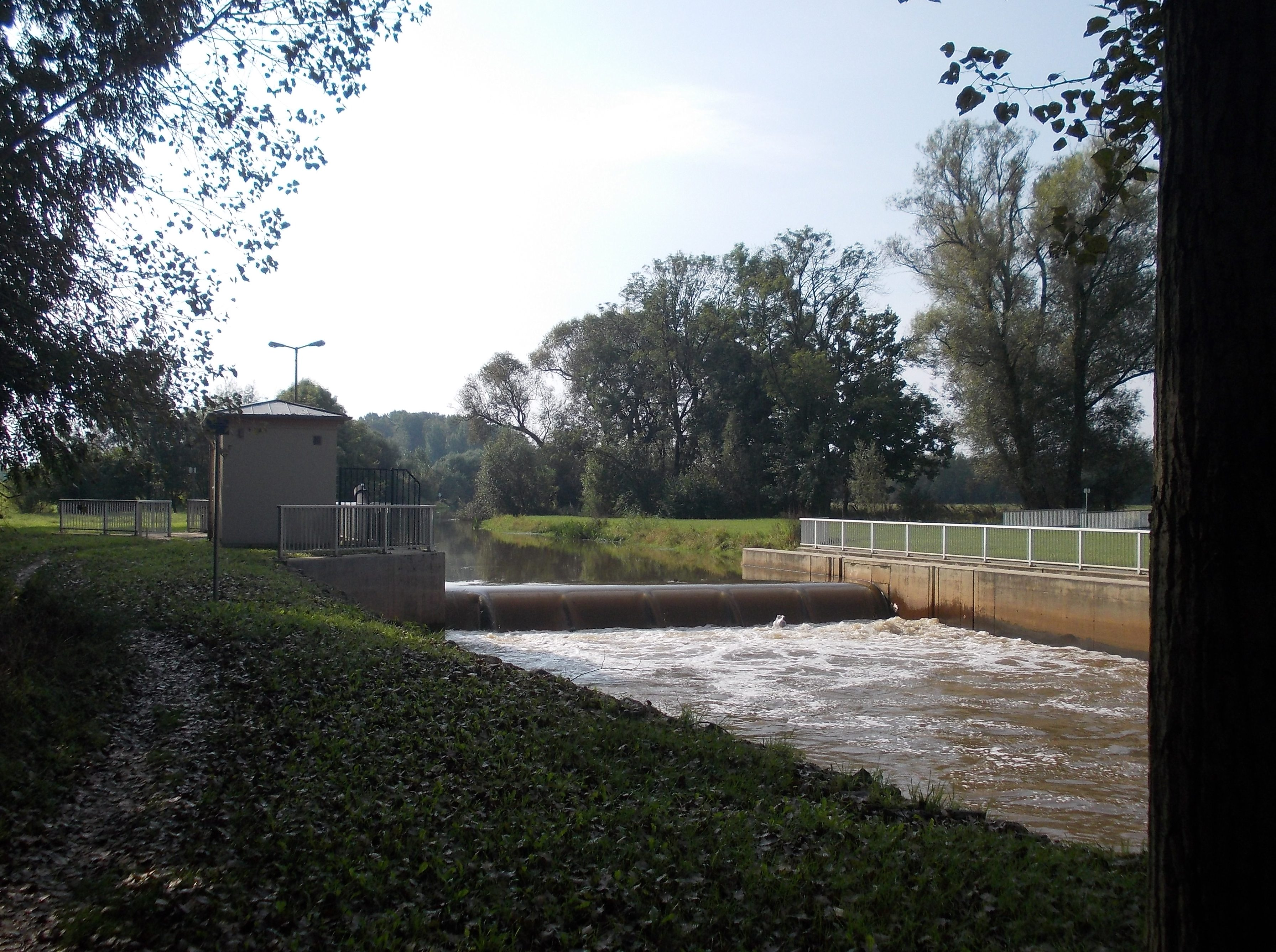
À Gaulis, localité de Böhlen
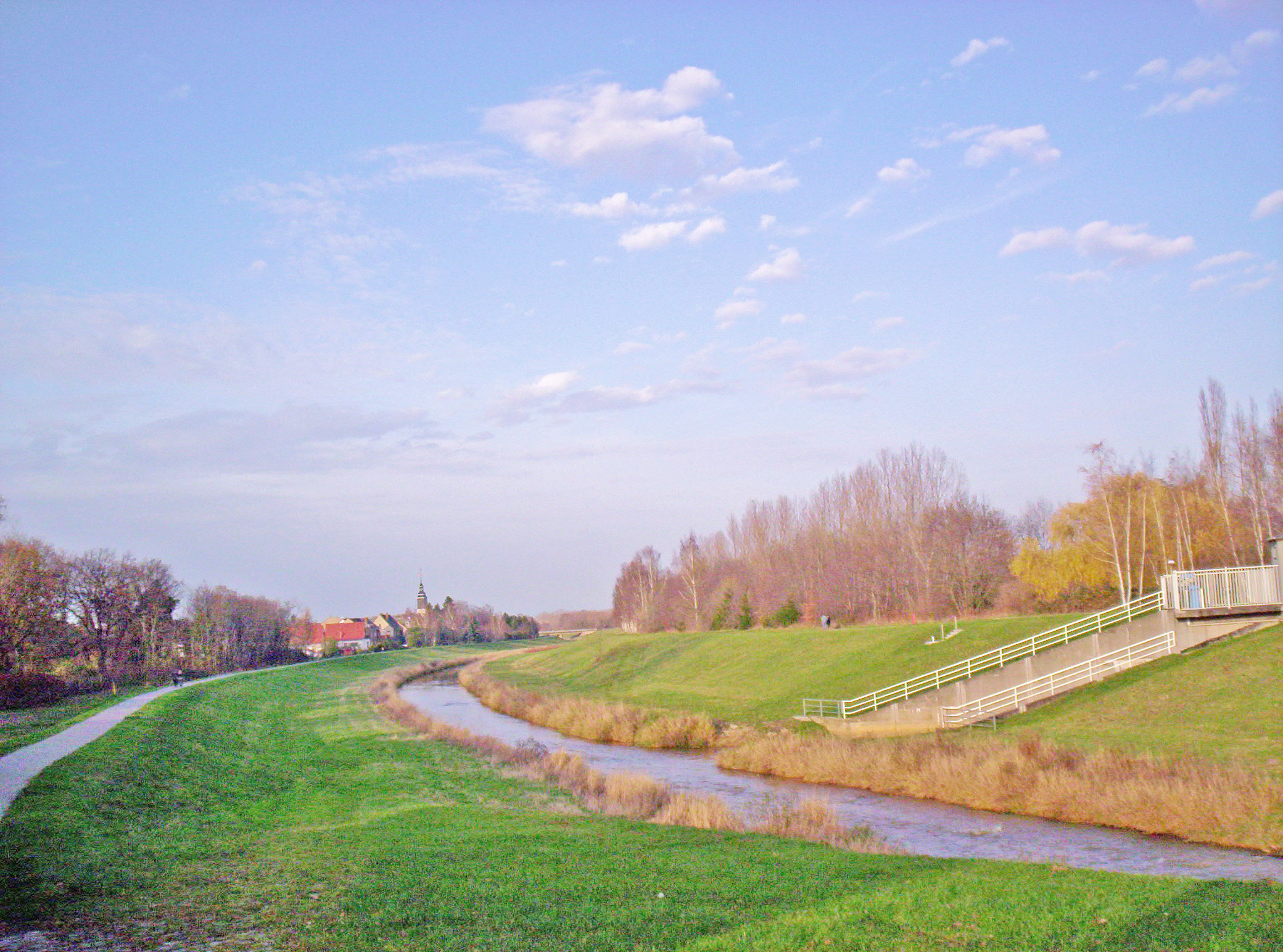
À Großdeuben, localité de Markkleeberg
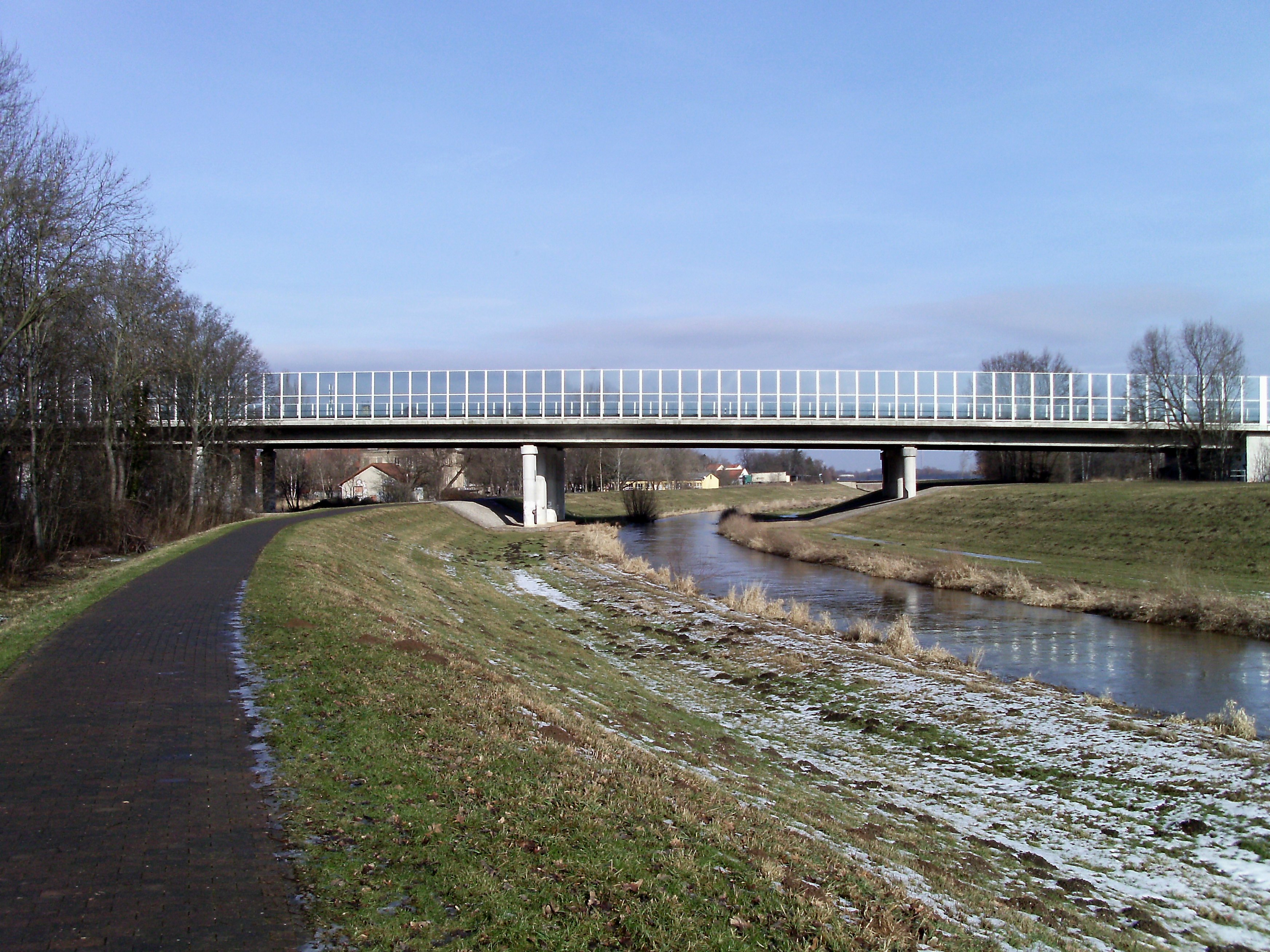
A Gaschwitz, localité de Markkleeberg
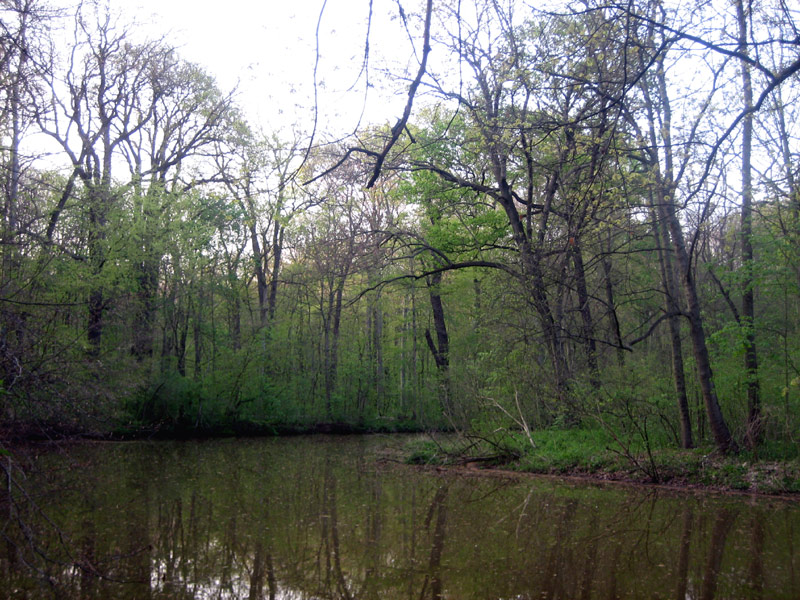
Dans la forêt alluviale de Leipzig
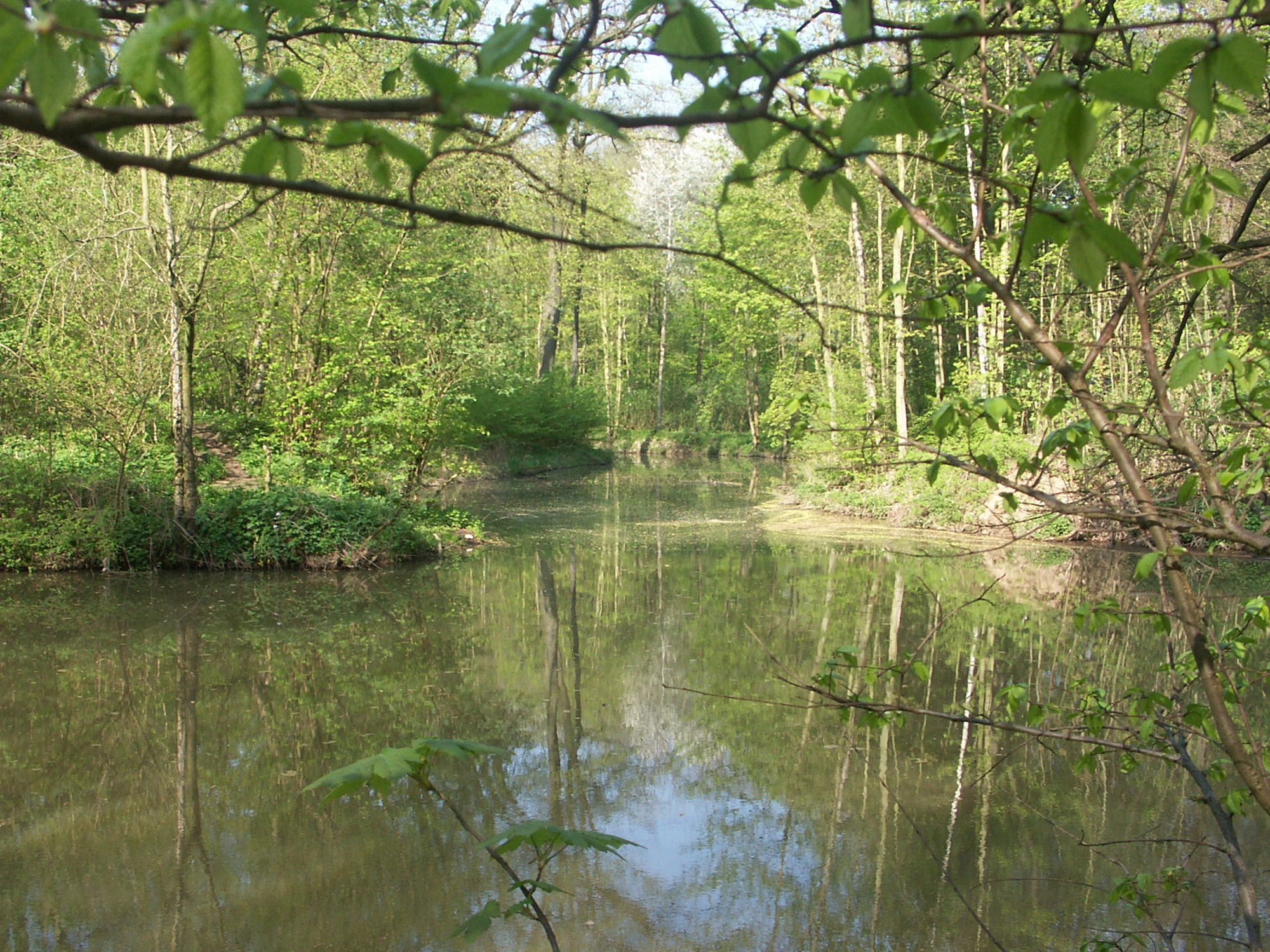
Embouchure du fossé de l'Elster à Leipzig
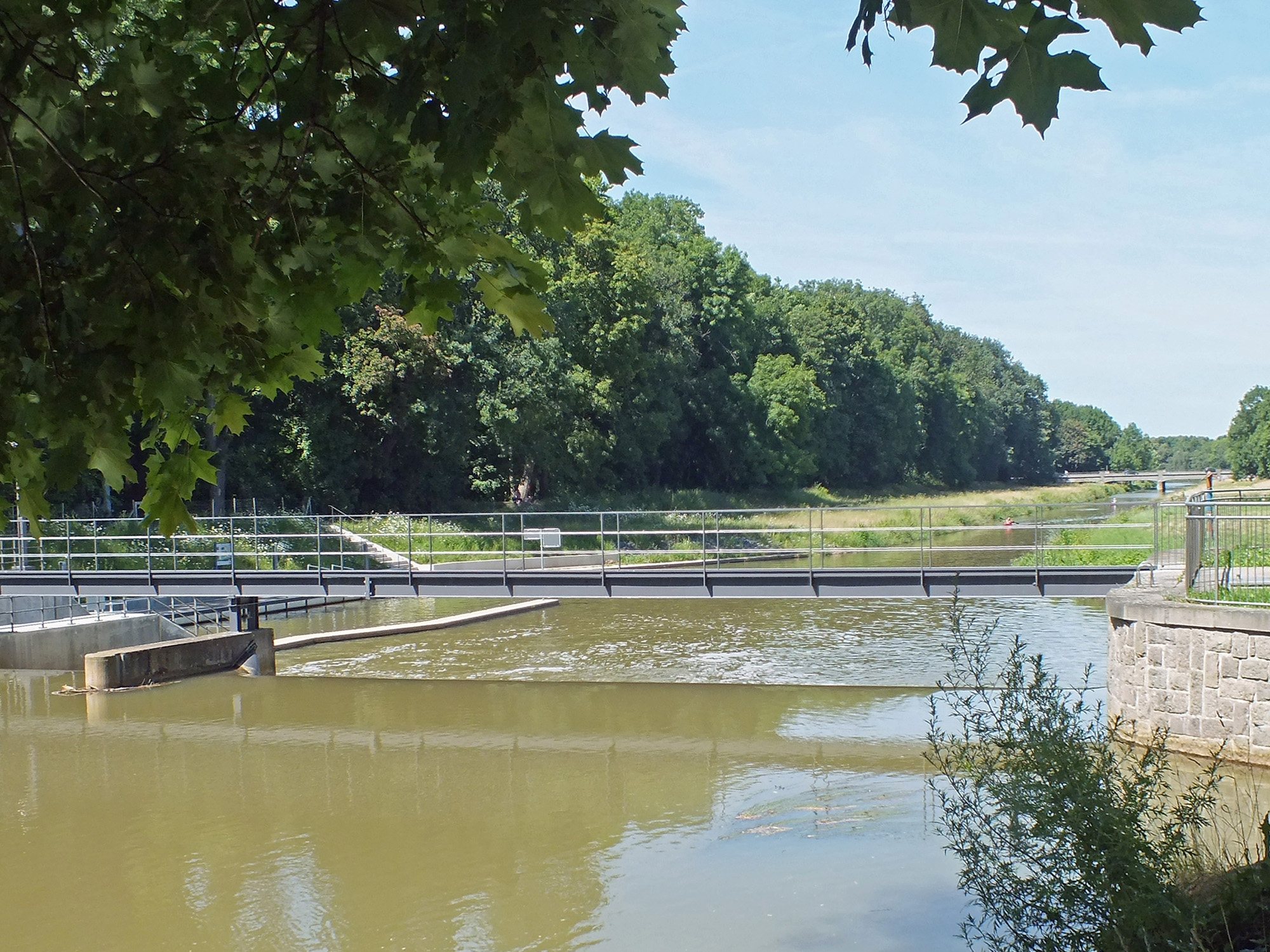
Barrage de Connewitz, derrière lui le canal de crue de la Pleiße
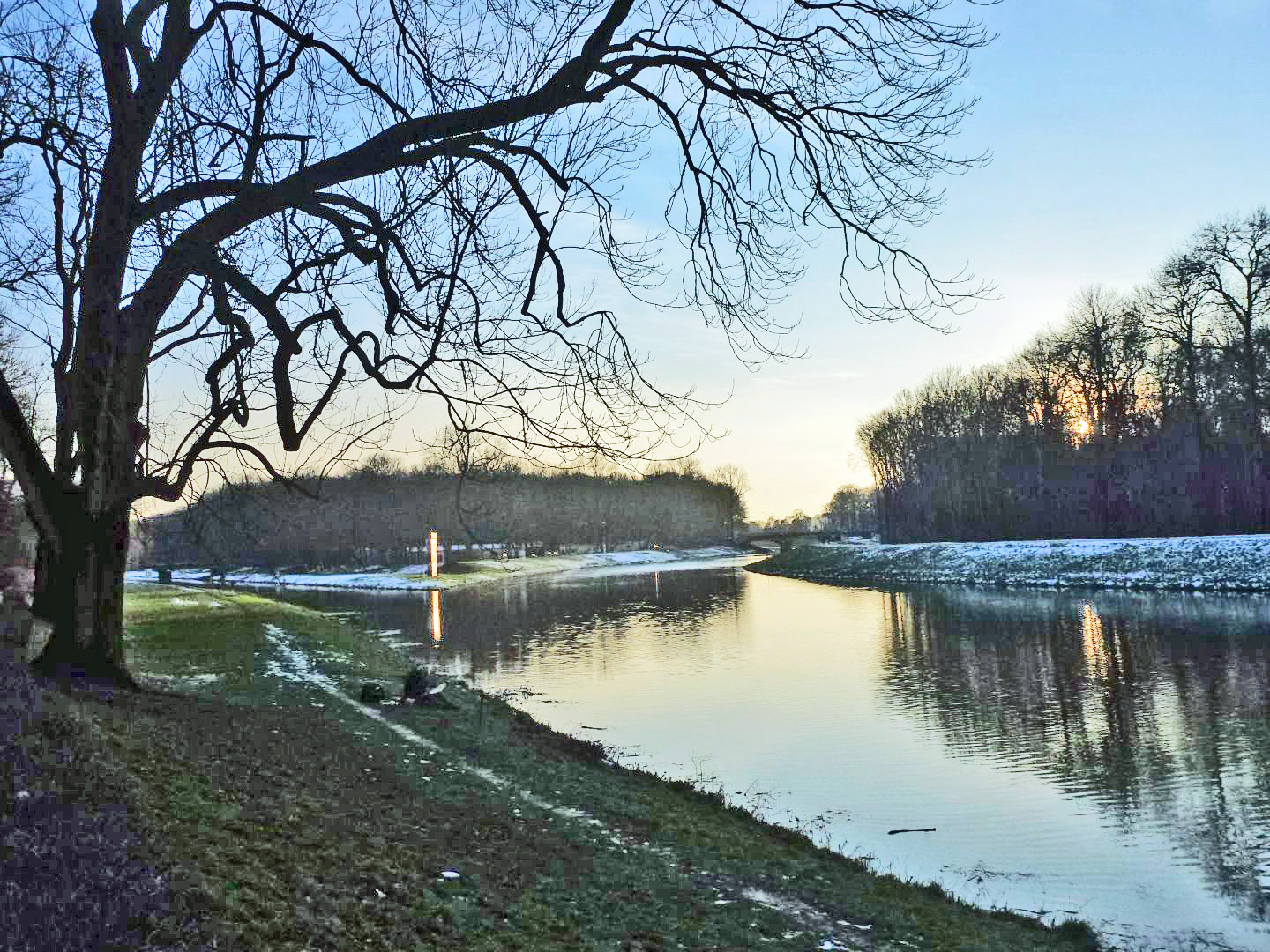
Embouchure du canal de crue de la Pleiße (à gauche) dans le canal de crue de l'Elster à Leipzig